# یواس‌اس پامپانیتو (اس‌اس-۳۸۳)
یواس‌اس پامپانیتو (اس‌اس-۳۸۳) (به انگلیسی: USS Pampanito (SS-383)) یک زیردریایی است که طول آن ۳۱۱ فوت ۶ اینچ (۹۴٫۹۵ متر) می‌باشد. این زیردریایی در سال ۱۹۴۳ ساخته شد.